# Gorilla gorilla gorilla
Gorille des plaines de l'Ouest, Gorille des plaines occidentales
Pour les articles homonymes, voir Gorille (homonymie) et Gorilla (homonymie).
Sous-espèce
Statut de conservation UICN

 CR A4bcde : 
En danger critique
Le Gorille des plaines de l’Ouest ou Gorille des plaines occidentales (Gorilla gorilla gorilla), est, avec le Gorille de la rivière Cross (Gorilla gorilla diehli), une sous-espèce du Gorille de l'Ouest (Gorilla gorilla).

## Répartition

Crâne d'un sujet mâle - Muséum de Toulouse.

Il peut être trouvé en Angola, Cameroun, République centrafricaine, République du Congo, Gabon et Guinée équatoriale.
Il vit en forêt tropicale humide de montagne et de plaine et en forêt tropicale marécageuse.

## Menaces et conservation
De tous les gorilles, c'est le moins menacé, et le plus fréquemment rencontré dans les zoos. Il reste cependant classé comme en danger critique d'extinction par l'UICN. La population totale de cette sous-espèce est estimée à 225 000 en 2008, alors qu’elle était estimée à moins de 100 000 dans les années 1980.
Les populations de gorilles des plaines ont diminué de 80 % entre 1970 et 2020.

## Comportement

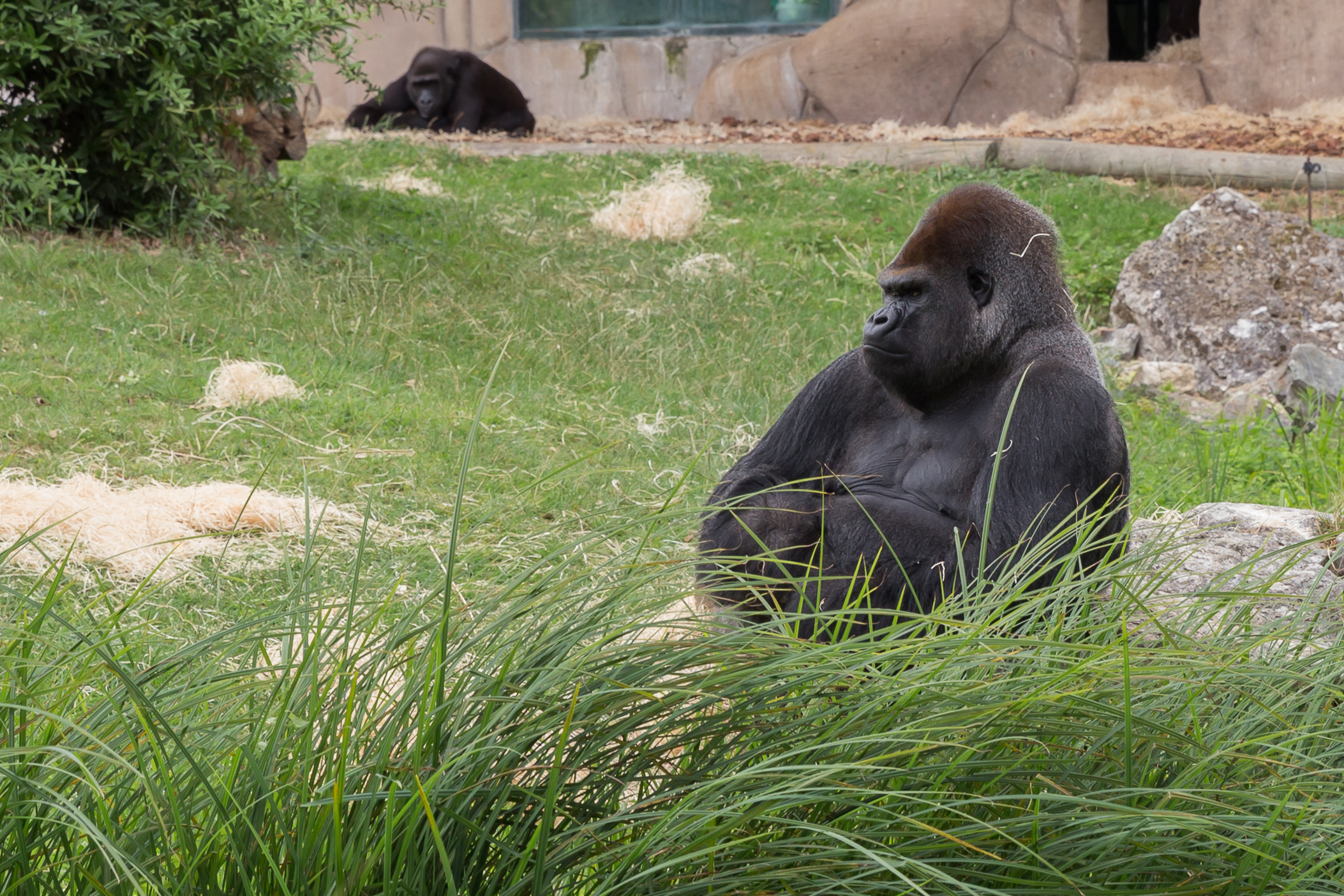
Gorilla gorilla gorilla (Gorille des plaines de l'Ouest) mâle au ZooParc de Beauval en France.

Le Gorille des plaines de l'Ouest vit en groupes familiaux constitués d'un mâle dominant, de 5 à 7 femelles adultes, d'enfants et d'adolescents, et parfois de quelques autres mâles adultes non dominants. Le mâle dominant pèse autour de 160 kg, soit le double d'une femelle et son poil blanchissant lui vaut le surnom de "dos argenté".
Il mange des plantes, des fruits et occasionnellement des insectes. Il doit donc se déplacer constamment et bien connaître son territoire. Lorsqu'il se déplace en groupe, un adulte "vocalise" pour initier le départ (souvent le mâle dominant) et il semble que les autres approuvent  et parfois désapprouvent en une sorte de "vote" par grognements. Un tel comportement avait déjà été auparavant observé chez le suricate, le chien sauvage et le macaque de Tonkean.

## Fait divers
En 2016, au zoo de Cincinnati, un Gorille des plaines de l'Ouest mâle de 17 ans est abattu après qu'un enfant de 4 ans soit tombé dans son enclos. Il s'ensuivit une controverse sur la décision du zoo d'abattre l'animal pour ne pas mettre en danger la vie de l'enfant, alors que le gorille ne montrait aucun signe d'agressivité, et qu'on aurait aussi bien pu endormir l'animal à l'aide d'une fléchette anesthésiante.